# Glyptograpsidae
De Glyptograpsidae is een familie uit de superfamilie Grapsoidea van de infraorde krabben (Brachyura).

## Systematiek
De Glyptograpsidae omvat volgende geslachten: 
- Glyptograpsus  Smith, 1870
- Platychirograpsus  De Man, 1896